# Alchornea annamica
Alchornea annamica är en törelväxtart som beskrevs av François Gagnepain. Alchornea annamica ingår i släktet Alchornea och familjen törelväxter.
Artens utbredningsområde är Vietnam. Inga underarter finns listade i Catalogue of Life.